# Souvigné-sur-Même
Souvigné-sur-Même è un comune francese di 190 abitanti situato nel dipartimento della Sarthe nella regione dei Paesi della Loira.

## Società

### Evoluzione demografica
Abitanti censiti